# Lappalainen (kulle)
Lappalainen är en kulle i Finland.   Den ligger i den ekonomiska regionen  Fjäll-Lappland  och landskapet Lappland, i den norra delen av landet, 800 km norr om huvudstaden Helsingfors. Toppen på Lappalainen är 308 meter över havet.
Terrängen runt Lappalainen är huvudsakligen platt, men åt nordväst är den kuperad. Trakten runt Lappalainen är nära nog obefolkad, med mindre än två invånare per kvadratkilometer. Närmaste större samhälle är Kittilä, 13,0 km nordost om Lappalainen. 